# ビッグ・ミュージック
『ビッグ・ミュージック』(Big Music)は、イギリスのロックバンド、シンプル・マインズの16枚目のアルバム。2014年10月31日にリリース。全英12位を記録。ディスク2とミュージック・ビデオ、メイキング、インタビュー映像収録のDVDを付属した3枚組仕様のデラックス・エディションも発売された。

## 収録曲
1. "Blindfolded" - 5:23
2. "Midnight Walking" - 3:54
3. "Honest Town" - 4:46
4. "Big Music" - 4:12
5. "Human" - 3:42
6. "Blood Diamonds" - 4:21
7. "Let the Day Begin" - 5:10
8. "Concrete and Cherry Blossom" - 3:33
9. "Imagination" - 3:42
10. "Kill or Cure" - 4:12
11. "Broken Glass Park" - 4:41
12. "Spirited Away" - 4:08

### デラックス版ボーナス・ディスク
1. "Swimming Towards the Sun" - 5:16
2. "Bittersweet" - 3:58
3. "Liaison" - 4:37
4. "Riders on the Storm" - 3:46
5. "Dancing Barefoot" - 4:02
6. "Blindfolded" (original) - 4:23

### デラックス版DVD
1. "Honest Town"
2. "Blindfolded"
3. "Let the Day Begin"
4. "Human"
5. "Midnight Walking"
6. "Behind the Scenes
7. "Band Interviews"

## 参加ミュージシャン
- ジム・カー - ボーカル
- チャーリー・バーチル - ギター、キーボード、プログラミング
- メル・ゲイナー - ドラムス
- アンディ・ギレスピー - キーボード、ボーカル
- ジェド・グライムス - ベースギター